# Lac Paniai
 (février 2023).
Si vous disposez d'ouvrages ou d'articles de référence ou si vous connaissez des sites web de qualité traitant du thème abordé ici, merci de compléter l'article en donnant les références utiles à sa vérifiabilité et en les liant à la section « Notes et références ».
Le lac Paniai (en indonésien Danau Paniai) est un des trois grands lacs d'eau douce situés dans le kabupaten de Paniai, dans la province indonésienne de Papouasie en Nouvelle-Guinée occidentale.
Les deux autres sont le lac Tage et le lac Tigi.